# Temporada 1993-94 de los Boston Celtics
La temporada 1993-94 fue la cuadragésimo octava de los Boston Celtics en la NBA. La temporada regular acabó con 32 victorias y 50 derrotas, acabando décimos de la Conferencia Este no logrando clasificarse para los playoffs, poniendo fin a una racha de catorce temporadas consecutivas accediendo a la fase final del campeonato.

## Elecciones en el Draft
| Ronda | Puesto | Jugador   | Posición | Nacionalidad   | Universidad/Club |
| ----- | ------ | --------- | -------- | -------------- | ---------------- |
| 1     | 19     | Acie Earl | Pívot    | Estados Unidos | Iowa             |

## Temporada regular
| División Atlántico | División Atlántico | División Atlántico | División Atlántico | División Atlántico | División Atlántico | División Atlántico | División Atlántico | División Atlántico |
| Equipo             | G                  | P                  | %                  | PD                 | Casa               | Fuera              | Div                |                    |
| ------------------ | ------------------ | ------------------ | ------------------ | ------------------ | ------------------ | ------------------ | ------------------ | ------------------ |
| y-New York Knicks  | 57                 | 25                 | .695               | —                  | 32–9               | 25–16              | 18–10              |                    |
| x-Orlando Magic    | 50                 | 32                 | .610               | 7                  | 31–10              | 19–22              | 20–8               |                    |
| x-New Jersey Nets  | 45                 | 37                 | .549               | 12                 | 29–12              | 16–25              | 17–11              |                    |
| x-Miami Heat       | 42                 | 40                 | .512               | 15                 | 22–19              | 20–21              | 16–12              |                    |
| Boston Celtics     | 32                 | 50                 | .390               | 25                 | 18–23              | 14–27              | 12–16              |                    |
| Philadelphia 76ers | 25                 | 57                 | .305               | 32                 | 15–26              | 10–31              | 7–21               |                    |
| Washington Bullets | 24                 | 58                 | .293               | 33                 | 17–24              | 7–34               | 8–20               |                    |

## Estadísticas

### Temporada regular
| Rk | Jugador         | Edad | P  | PT | MP   | TC  | TCI  | %TC  | T3  | T3I | %T3  | TL  | TLI | %TL  | RO  | RD  | RT  | AS  | RB  | TAP | BP  | FP  | PTS  |
| -- | --------------- | ---- | -- | -- | ---- | --- | ---- | ---- | --- | --- | ---- | --- | --- | ---- | --- | --- | --- | --- | --- | --- | --- | --- | ---- |
| 1  | Dee Brown       | 25   | 77 | 76 | 37.2 | 6.4 | 13.3 | .480 | 0.4 | 1.2 | .313 | 2.4 | 2.8 | .831 | 0.8 | 3.1 | 3.9 | 4.5 | 2.0 | 0.6 | 1.6 | 2.7 | 15.5 |
| 2  | Sherman Douglas | 27   | 78 | 78 | 35.8 | 5.4 | 11.8 | .462 | 0.2 | 0.7 | .232 | 2.3 | 3.5 | .641 | 0.9 | 1.6 | 2.5 | 8.8 | 1.1 | 0.1 | 3.0 | 2.2 | 13.3 |
| 3  | Dino Radja      | 26   | 80 | 47 | 28.8 | 6.1 | 11.8 | .521 | 0.0 | 0.0 | .000 | 2.8 | 3.8 | .751 | 2.4 | 4.8 | 7.2 | 1.4 | 0.9 | 0.8 | 1.9 | 3.5 | 15.1 |
| 4  | Robert Parish   | 40   | 74 | 74 | 26.9 | 4.8 | 9.8  | .491 | 0.0 | 0.0 |      | 2.1 | 2.8 | .740 | 1.9 | 5.4 | 7.3 | 1.1 | 0.6 | 1.3 | 1.5 | 2.6 | 11.7 |
| 5  | Rick Fox        | 24   | 82 | 53 | 25.6 | 4.1 | 8.9  | .467 | 0.4 | 1.2 | .330 | 2.1 | 2.8 | .757 | 1.3 | 3.0 | 4.3 | 2.6 | 1.0 | 0.6 | 1.9 | 3.0 | 10.8 |
| 6  | Kevin Gamble    | 28   | 75 | 28 | 25.1 | 4.9 | 10.7 | .458 | 0.3 | 1.4 | .243 | 1.4 | 1.7 | .817 | 0.5 | 1.6 | 2.1 | 2.0 | 0.8 | 0.3 | 1.0 | 1.8 | 11.5 |
| 7  | Xavier McDaniel | 30   | 82 | 5  | 24.0 | 4.7 | 10.2 | .461 | 0.1 | 0.5 | .244 | 1.8 | 2.6 | .676 | 1.7 | 3.1 | 4.9 | 1.5 | 0.6 | 0.5 | 1.4 | 2.4 | 11.3 |
| 8  | Ed Pinckney     | 30   | 76 | 35 | 20.1 | 2.0 | 3.8  | .522 | 0.0 | 0.0 |      | 1.2 | 1.6 | .736 | 2.1 | 4.2 | 6.3 | 0.8 | 0.8 | 0.6 | 0.8 | 1.7 | 5.2  |
| 9  | Tony Harris     | 26   | 5  | 0  | 17.6 | 1.8 | 6.2  | .290 | 0.6 | 1.8 | .333 | 4.6 | 5.0 | .920 | 0.6 | 1.4 | 2.0 | 1.6 | 0.8 | 0.0 | 1.2 | 1.6 | 8.8  |
| 10 | Acie Earl       | 23   | 74 | 8  | 15.5 | 2.0 | 5.0  | .406 | 0.0 | 0.0 | .000 | 1.5 | 2.2 | .675 | 1.1 | 2.2 | 3.3 | 0.2 | 0.3 | 0.7 | 1.0 | 2.4 | 5.5  |
| 11 | Jimmy Oliver    | 24   | 44 | 6  | 12.3 | 2.0 | 4.9  | .416 | 0.3 | 0.7 | .406 | 0.6 | 0.8 | .758 | 0.2 | 0.9 | 1.0 | 0.8 | 0.4 | 0.0 | 0.5 | 0.9 | 4.9  |
| 12 | Alaa Abdelnaby  | 25   | 13 | 0  | 12.2 | 1.8 | 4.2  | .436 | 0.0 | 0.0 |      | 1.2 | 1.9 | .640 | 0.9 | 2.6 | 3.5 | 0.2 | 0.2 | 0.2 | 1.3 | 1.5 | 4.9  |
| 13 | Todd Lichti     | 27   | 4  | 0  | 12.0 | 1.5 | 3.5  | .429 | 0.0 | 0.0 |      | 1.8 | 3.5 | .500 | 0.5 | 1.5 | 2.0 | 1.5 | 1.3 | 0.3 | 0.8 | 1.0 | 4.8  |
| 14 | Chris Corchiani | 25   | 51 | 0  | 9.2  | 0.8 | 1.8  | .426 | 0.2 | 0.7 | .289 | 0.5 | 0.7 | .684 | 0.2 | 0.7 | 0.9 | 1.7 | 0.4 | 0.0 | 0.7 | 0.9 | 2.3  |
| 15 | Matt Wenstrom   | 23   | 11 | 0  | 3.4  | 0.5 | 0.9  | .600 | 0.0 | 0.0 |      | 0.5 | 0.9 | .600 | 0.5 | 0.5 | 1.1 | 0.0 | 0.0 | 0.2 | 0.4 | 0.6 | 1.6  |

## Galardones y récords
| Jugador    | Galardón                                |
| Dino Radja | 2.º Mejor quinteto de rookies de la NBA |